# Шуганов, Виктор Анатольевич
Виктор Анатольевич Шуганов (бел. Віктар Анатольевіч Шуганаў; род. 7 января 1956, Витебск) — советский футболист, защитник, белорусский тренер.
Воспитанник ФШМ Витебск. Играл в чемпионате Белорусской ССР за клубы СКА Минск (1975), «Трактор» Минск (1976), «Двина» Новополоцк (1981), СКБ Витебск (1989). Во второй лиге первенства СССР выступал за «Двину»/«Витязь» Витебск (1975, 1978—1980, 1982—1983, 1986).
Главный тренер СКБ (1993—1995). Тренировал польские клубы низших лиг «Хемик» Полице (1997), «Вислока» Дембица (1998), «Котвица» Колобжег. В 2002 году крайне неудачно тренировал витебский «Локомотив-96» — последнее место в чемпионате Белоруссии.